# لادو (شیرینی)
لادو یا لادا نوعی شیرینی کروی شکل از شبه قاره هند است که از مواد مختلف و شربت اینورت یا شکر زرد تهیه می‌شود. این شیرینی شاید به عنوان جهانی‌ترین و قدیمی‌ترین شیرینی هندی شناخته شده است.
این شیرینی اغلب در طول جشن‌ها و فستیوال‌های مذهبی سرو می‌شود.

## تاریخچه
حفاری‌های باستان‌شناسی نشان می‌دهد که «توپ‌های غذایی» ساخته شده از حبوبات و غلاتی مانند جو، گندم، نخود و ماش در تمدن دره سند در حدود ۲۶۰۰ سال قبل از میلاد مسیح مصرف می‌شده است.
در متون پزشکی سانسکریت قرن سوم تا چهارم ، سوشروتا سمهیتا، لادو به صورت توپ‌های کوچکی از انگور، بادام زمینی و دانه‌های کنجد که با عسل پوشانده شده‌اند، توصیف می‌شوند. این توپ‌ها به عنوان ضد عفونی کننده و برای تجویز دهانی دارو استفاده می‌شد. با این حال، اولین ذکر مستند از لادو به عنوان یک شیرینی در کتاب آشپزی هند غربی قرن یازدهم است. دستور تهیه لادو با ورمیشل برنج، روغن حیوانی گی و شربت شکر که به شکل گلوله درآمده را ارائه می‌دهد. کتاب آشپزی هندی قرن پانزدهمی نعمت‌نامه نصیرالدین‌شاهی دستور العمل‌های متعددی برای لادو با آرد سفید، میوه‌های خشک، گلاب، کافور و مشک ارائه می‌دهد.

## انواع لادو

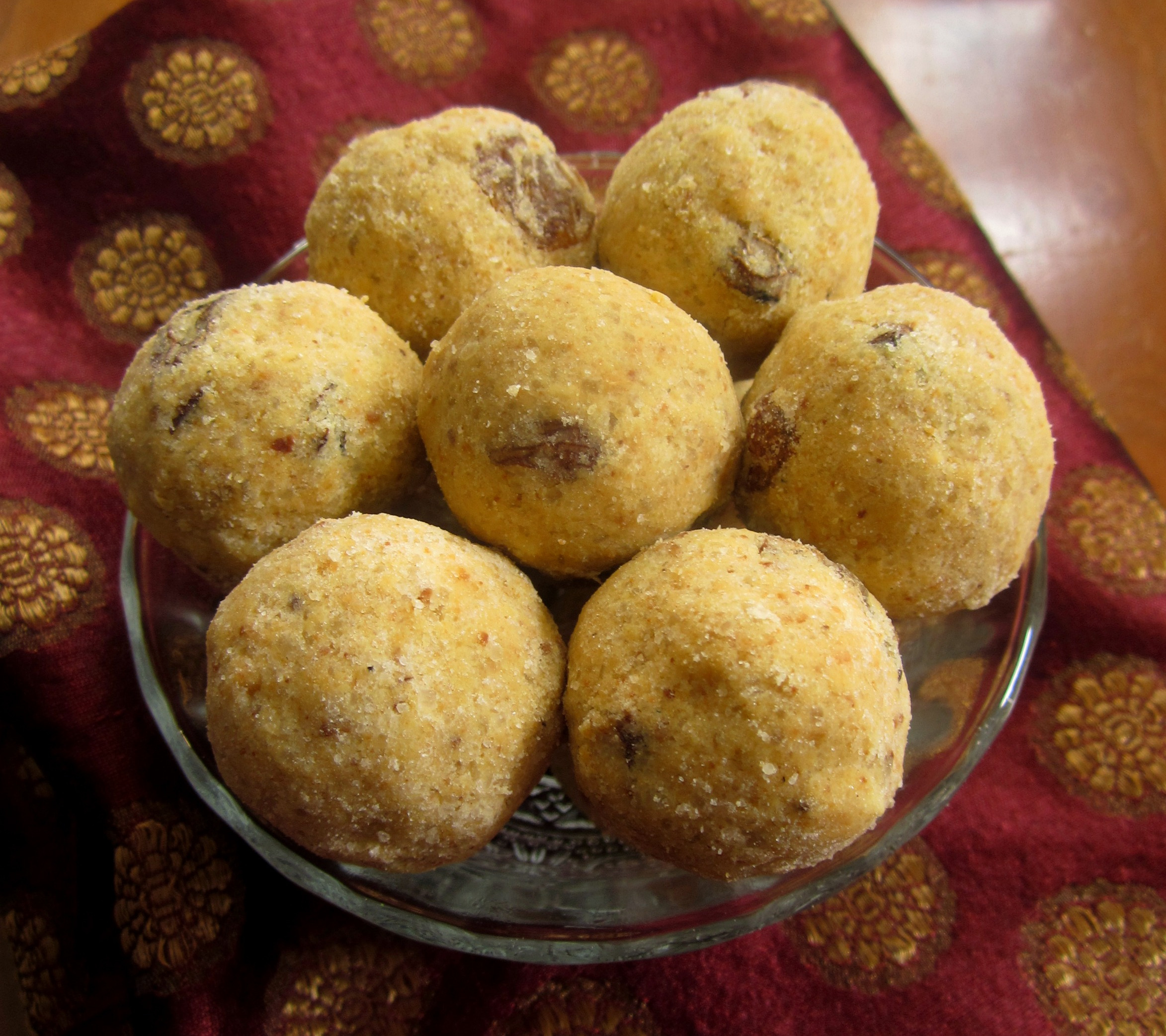
لادو آرد نخود

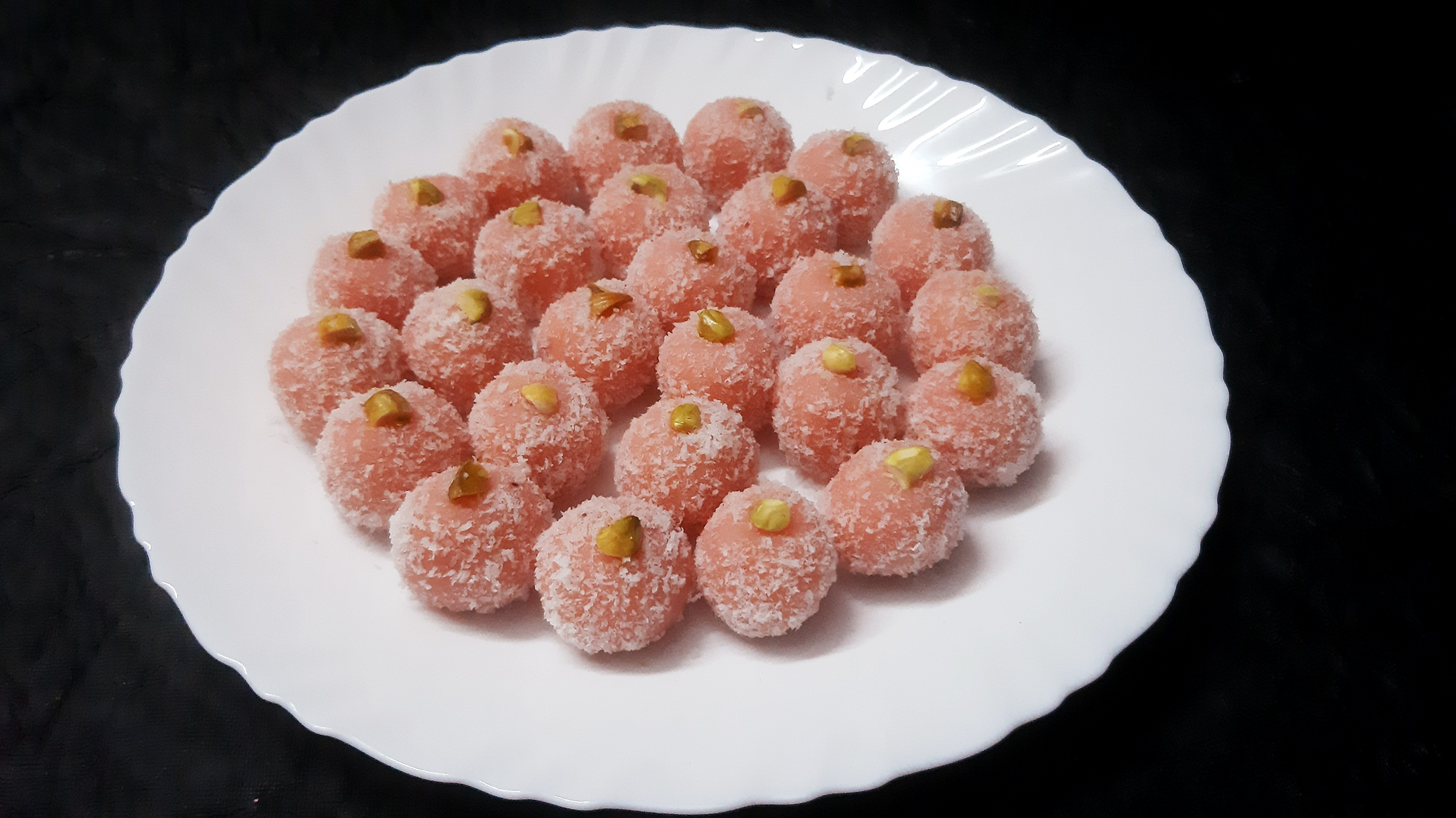
لادو نارگیل

### لادو آرد نخود
برای تهیه آن، آرد نخودچی را در روغن حیوانی گی داغ سرخ می‌کنند. سپس شکر و پودر هل با هم مخلوط می‌شوند. مخلوط به شکل گلوله در می‌آید و صبر می‌کنند تا خنک و جامد شود.

### لادو نارگیل
چندین دستور العمل لادو نارگیل وجود دارد. اولین شکل آن به زمان امپراتوری قرون وسطایی برمی‌گردد، زمانی که برای مسافران و جنگجویان به عنوان نمادی از شانس خوب برای سفرهای خود بسته‌بندی می‌شد.

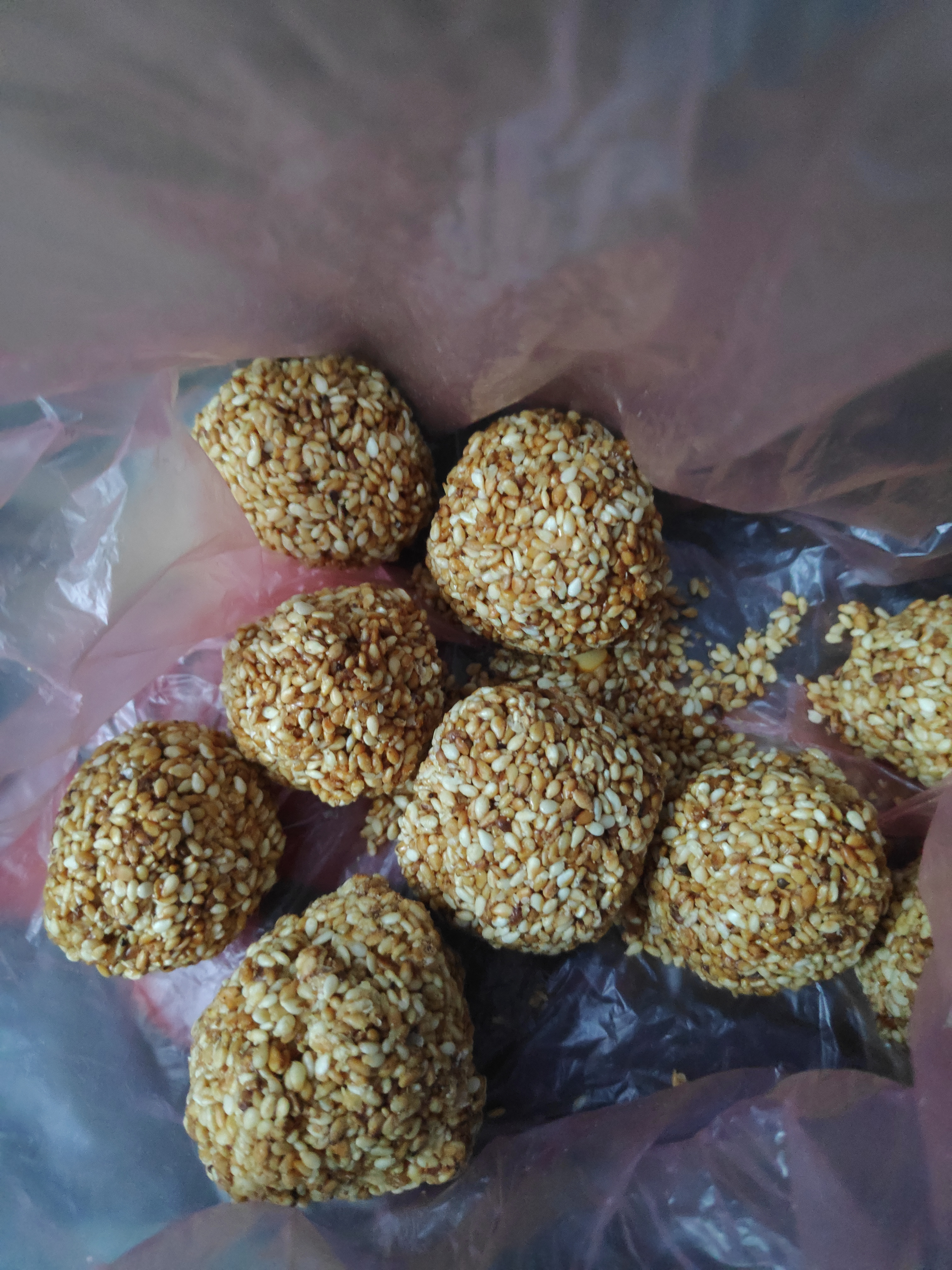
لادو دانه کنجد

هر منطقه از هند نسخه مخصوص به خود را از لادو دارد. در راجستان لادوس از آرد گندم، در مهاراشترا از دانه کنجد، در کرالا از آرد برنج و در آندرا پرادش از تکه‌های برنج تهیه می‌شود. مواد اختیاری شامل نارگیل، نخود تفت داده شده، آجیل و کشمش است.